# Стаут
Ста́ут (англ. stout) — тёмный элевый (верхового брожения) сорт пива, приготовленный с использованием жжёного солода, получаемого путём прожарки ячменного зерна, с добавлением карамельного солода.
Первое известное использование слова «стаут» для пива — в документе от 1677 года, найденном в Эгертонских рукописях, — относилось к его крепости. Название «портер» впервые было использовано в 1721 году для описания тёмно-коричневого пива. Из-за огромной популярности портеров пивовары производили их с разной крепостью. Более крепкие сорта пива, обычно 7 % или 8 % алкоголя по объёму, назывались «стаут-портер», поэтому история и развитие стаута и портера переплелись, а термин «стаут» стал прочно ассоциироваться с тёмным, а не просто крепким пивом.

## История
Первоначально прилагательное стаут (англ. stout) обозначало гордый, отважный. Позднее, начиная с XIV века — крепкий (англ. strong). Впервые слово стаут для обозначения пива было использовано в 1820 году компанией Guinness для своего стаут-портера. Следует заметить, что Гиннесс варил пиво начиная с 1759 года. Стаут в то время обозначал крепкий и относился к любому виду пива. Позднее стаут стал ассоциироваться только с портером и стал синонимом тёмного пива. В конце XIX века стаут приобрёл репутацию целительного, укрепляющего напитка, и доктора часто рекомендовали его как средство для восстановления здоровья.
Стаут отличается от портера более тёмным цветом, которым обязан более сильно прожаренному солоду, а также более ярко выраженным жжёным вкусом и привкусом холодного кофе. По крепости английские и ирландские стауты легче портеров.
В настоящее время граница между коммерческими сортами стаутов и портеров является в сильной степени размытой.

## Сухой и ирландский стаут
Поскольку в начале XX века в Великобритании преобладающим стал молочный или сладкий стаут, несладкий или стандартный стаут стали делать в основном в Ирландии. Поскольку стандартный стаут имеет более сухой вкус, чем английский и американский сладкий стаут, его стали называть сухим стаутом (англ. dry stout) или ирландским стаутом (англ. Irish stout), чтобы отличить от стаута с добавлением лактозы или овса. Именно этот стиль представляет собой типичный стаут для большинства людей. Самыми продаваемыми стаутами во всем мире являются ирландские стауты, производимые компанией Guinness на пивоварне St. James’s Gate (также известной как пивоварня Guinness) в Дублине. Guinness производит несколько различных сортов своего ирландского стаута. Другие примеры ирландского сухого стаута — Murphy’s и Beamish, которые в настоящее время принадлежат компании «Heineken». Самобытный ирландский стаут варят независимые ирландские крафтовые пивоварни, большинство из которых включают стаут в свой основной ассортимент. Разливной ирландский стаут обычно подаётся с азотным наполнителем в дополнение к углекислому газу, который используется в большинстве сортов пива, для создания кремовой текстуры и долгой шапки. Некоторые баночные и бутилированные стауты включают специальное устройство, называемое «виджет», для азотирования пива в ёмкости, чтобы повторить опыт сортов из кег.

## Молочный стаут
Молочный стаут (англ. milk stout; или сладкий стаут, сливочный стаут) — это стаут, содержащий лактозу. Поскольку лактоза не сбраживается пивными дрожжами, она придаёт готовому пиву сладость и объём. Молочный стаут, который, как утверждалось, был питательным, давали кормящим матерям, чтобы помочь увеличить выработку молока. Классическим сохранившимся примером молочного стаута является Mackeson’s, для рекламы которого, использовали формулировку «каждая пинта содержит питательные углеводы из 280 мл чистого молока». Этот стиль был редким, пока не был возрождён рядом крафтовых пивоварен в XXI веке.

## Овсяный стаут
Овсяный стаут (англ. oatmeal stout) — это стаут с долей овса, обычно не более 30 %, добавляемой в процессе приготовления пива. Несмотря на то, что большая доля овса в пиве может привести к горькому или вяжущему вкусу, в средневековый период в Европе овёс был обычным ингредиентом для эля, а пропорции до 35 % были стандартными. Несмотря на то, что некоторые регионы Европы, например, Норвегия, продолжали использовать овёс в пивоварении вплоть до начала 20 века, к 16 веку эта практика в основном сошла на нет, настолько, что в 1513 году тюдоровские моряки отказались пить предложенное им овсяное пиво из-за горького вкуса.
Интерес к использованию овса возродился в конце XIX века, когда каша впервые стала ассоциироваться со здоровым образом жизни. Компания Maclay из Аллоа выпустила в 1895 году пиво Original Oatmalt Stout, в котором использовалось 70 % «овсяного солода».
В XX веке многие овсяные стауты содержали лишь минимальное количество овса. Например, в 1936 году Barclay Perkins Oatmeal Stout использовал всего 0,5 % овса. Поскольку овсяный стаут был партигилирован (партигил-пивоварение подразумевает смешивание сусла, полученного из нескольких варок) с их портером и стандартным стаутом, эти два сорта также содержали одинаковое количество овса. Название, похоже, было больше маркетинговым приёмом, чем чем-либо ещё. В 1920-х и 1930-х годах Whitbread’s London Stout и Oatmeal Stout были идентичны, просто по-разному упакованы. Количество овса, которое использовал Whitbread, было минимальным, около 0,5 %. При таком малом количестве овса он мог лишь незначительно повлиять на вкус и текстуру пива.
Многие пивоварни всё ещё варили овсяный стаут в 1950-х годах, например, Brickwoods в Портсмуте, Matthew Brown в Блэкберне и Ushers в Троубридже.
Овсяные стауты обычно не имеют специфического вкуса овса. Гладкость овсяного стаута обусловлена высоким содержанием белков, липидов (включает жиры и воски) и камедей, которые образуются благодаря использованию овса. Камеди повышают вязкость и объём, добавляя ощущение гладкости.

## Стаут зарубежного типа
Зарубежным считается стаут, который производят не на Британских островах. Ирландцы часто называют зарубежным всякий неирландский стаут. Первоначально стауты с высокой плотностью варились для тропических рынков сбыта (и поэтому иногда известны под именем «тропических стаутов»). Некоторые бутылочные экспортные (то есть крепкие) версии сухого или сладкого стаута могут также соответствовать данному профилю. По цвету этот вид стаута от очень тёмно-коричневого до чёрного. Тропические версии могут быть довольно сладкими, в то время как экспортные версии могут быть умеренно сухими (отражая впечатление от концентрированной версии сладкого либо сухого стаута). Тропические версии могут иметь высокое содержание фруктовых эфиров, мягкий вкус тёмного зерна и умеренную горечь. Экспортные версии обычно имеют меньше эфиров, у них более агрессивный жареный вкус и выше горечь. Жареный вкус обеих версий может иметь привкус кофе, шоколада или слегка жжёного зерна. Пиво может быть как фруктовым и сладким, так и сухим и горьким, или даже с оттенком культуры Brettanomyces (например, Guinness Foreign Extra Stout; данный тип пива лучше отнести к категории Специального или Экспериментального пива). Этот тип считают либо концентрированным сухим и/или сладким стаутом, или разбавленным имперским стаутом без ароматического хмеля. Высокогорькие и хмелевые версии ближе к стаутам американского типа.

## Русский имперский стаут
Русский имперский (императорский) стаут (англ. Russian Imperial stout) — это крепкое тёмное пиво в стиле, который был сварен в XVIII веке пивоварней Thrale’s Anchor Brewery в Лондоне для экспорта ко двору Екатерины II в России. В 1781 году пивоварня сменила владельца, и пиво стало известно как Barclay Perkins Imperial Brown Stout. До континентальной блокады пивоварни Бертона-на-Тренте экспортировали свою продукцию преимущественно в Российскую империю.
Исторические анализы за период с 1849 по 1986 год показывают, что первоначальная плотность пива составляла от 1,100 до 1,107, а содержание алкоголя — около 10 %. Этот показатель оставался практически неизменным на протяжении всего времени. Рецепт 1856 года также указывает на то, что пиво охмелялось из расчёта 10 фунтов (4,5 кг) хмеля на бочку. Когда в 1955 году пивоварня Barclay’s была поглощена компанией Courage, пиво было переименовано в Courage Imperial Russian Stout и периодически варилось до 1993 года.
Балтийский портер — это версия имперского стаута, который зародился в Балтийском регионе в XIX веке. Имперские стауты, импортируемые из Великобритании, были воссозданы на месте с использованием местных ингредиентов и традиций пивоварения.

## Шоколадный стаут
Шоколадный стаут (англ. chocolate stout) — это название, которое пивовары иногда дают некоторым сортам стаута, обладающим заметным ароматом тёмного шоколада благодаря использованию тёмного, более ароматного солода, в частности, шоколадного солода — солода, который был обжарен или обожжён до приобретения шоколадного цвета. Иногда, как, например, в пиве Young’s Double Chocolate Stout, в пиво добавляют небольшое количество шоколада, шоколадных ароматизаторов или орехов какао.

## Кофейный стаут
Стаут, при производстве которого используются очень сильно прожаренные сорта солода, такие как black patent (самый тёмный солод), которые придают пиву горьковатый кофейный привкус. Некоторые пивоварни хотят подчеркнуть кофейный аромат и при производстве добавляют в пиво молотый кофе. Иногда встречаются такие названия как «Guatemalan Coffee Stout», «Espresso Stout», «Breakfast Coffee Stout» и т. п.

## Устричный стаут
Устрицы издавна ассоциируются со стаутом. Когда стауты появились в XVIII веке, устрицы были обычным блюдом, которое часто подавали в пабах и тавернах. К XX веку устричные плантации пришли в упадок, а стаут уступил место пейл-элю. Эрнесту Барнсу пришла в голову идея соединить устрицы со стаутом, используя устричный концентрат, производимый компанией Thyrodone Development Ltd. в Блаффе, Новая Зеландия, где он был управляющим завода. Впервые пиво было продано пивоваренной компанией Dunedin Brewery Company в Новой Зеландии в 1938 году, а в следующем году пивоварня Hammerton Brewery в Лондоне, Великобритания, начала производство по той же формуле. Пивоварня Hammerton была восстановлена в 2014 году и снова варит устричный стаут (англ. oyster stout).
Современные устричные стауты могут быть приготовлены с использованием нескольких устриц в бочке, некоторые пивоварни предупреждают, что их устричный стаут не подходит для вегетарианцев. Другие, такие как Marston’s, используют название, подразумевая, что пиво подходит для употребления с устрицами.

## Десертный стаут
Десертный (кондитерский) стаут (англ. pastry stout) — это стаут, который варится намеренно сладким с конечной целью, чтобы пиво имитировало вкус, а иногда и внешний вид десерта. Многие пивоварни, производящие десертный стаут, экспериментируют с такими вкусами, как шоколад, зефир, кленовый сироп, ваниль и различные фрукты. Готовый продукт будет иметь вкус и аромат популярных сладостей, таких как черничные блинчики, смор, пончики, пирожные, торты, мороженое и фруктовый крамбл.